# San Patricio del Chañar
San Patricio del Chañar is een plaats in het Argentijnse bestuurlijke gebied Añelo in de provincie Neuquén. De plaats telt 5.063 inwoners.